# Benzinebrander
Een benzinebrander is een draagbare brander die gemaakt is om op benzine, wasbenzine of Alkylaatbenzine te werken. De werking van een benzinebrander is te vergelijken met die van de bekende primusbrander, die op petroleum werkt. Benzinebranders worden met name gebruikt door kampeerders die niet afhankelijk willen zijn van moeilijk verkrijgbare  kampeergastanks. Nadelen ten opzichte van gasbranders zijn de wat grotere risico's, de schadelijkere verbrandingsgassen, het lawaai dat sompige types benzinebranders maken, en de noodzaak bij veel types om ze voor te verwarmen met alcohol of de benzine zelf.  

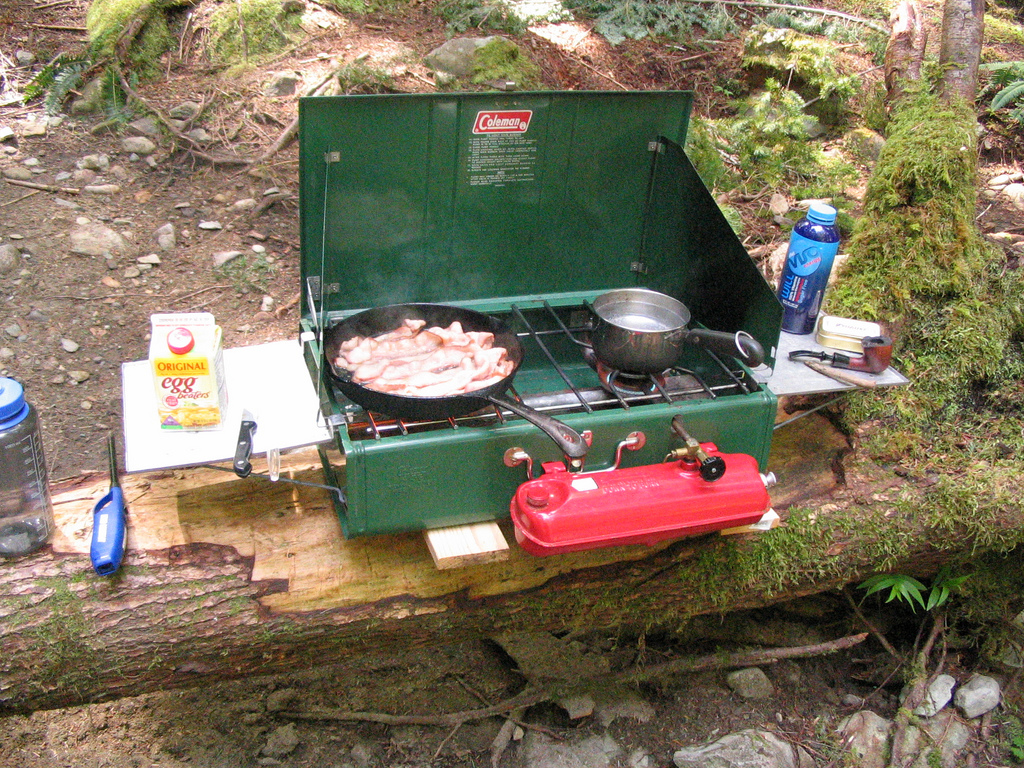
Een wat grotere benzinebrander met twee branderkoppen.

Benzine branders worden gemaakt in verschillende uitvoeringsvormen. Er bestaan zeer kleine en lichte benzinebranders die door lichtgewichtkampeerders worden gebruikt, maar ook grotere toestellen met ingebouwde windschermen en meerdere branderkoppen welke gebruikt worden voor kamperen met een caravan of kampeerauto. De kleinere branders kunnen een branderkop hebben welke permanent op de tank zit gemonteerd. Voorbeelden hiervan zijn de Coleman Feather 442 en de Svea 123. Bij branders die bovenop de tank gemonteerd staan kan het zijn dat de benodigde druk wordt gegenereerd door de warmte van de brander zelf zonder dat er een pompje benodigd is. 

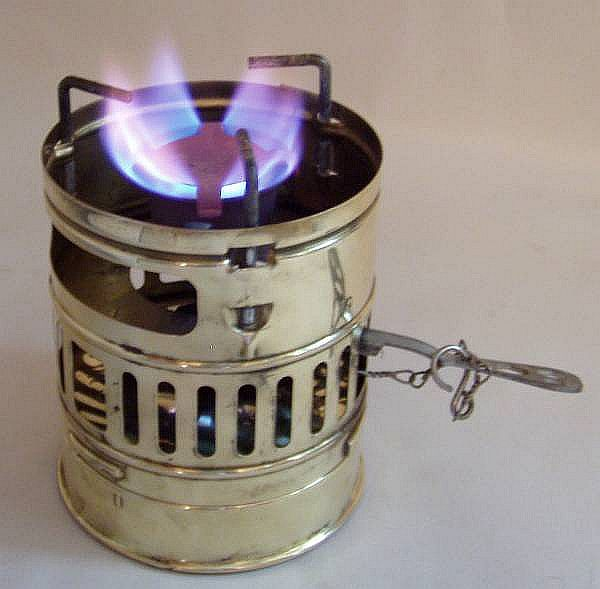
Svea 123R kampeer brander

In 1973 ontwikkelde uitvinder en bergbeklimmer Harvey Larry Penberthy een tot dan toe nieuwe vorm van de benzinebrander. De tank met lucht pomp en de branderkop met panhouder waren van elkaar gescheiden door een horizontale brandstofleiding. Als tank werd gebruik gemaakt van een aluminium fles. De pomp werd in de opening van de fles gedraaid zonder dat er gebruik gemaakt werd van een aparte vuldop. (US Pat. No. 3,829,278.) Deze brander was met name ontwikkeld voor bergsport beoefenaars om sneeuw te smelten tot drinkwater. Door een windscherm volledig rond de branderkop en pan te plaatsen wordt de hitte dan efficiënt naar de pan geleid zonder dat de tank oververhit kan raken. Dit laatste kan leiden tot het exploderen van de tank of het openen van het overdrukventiel. Dit model werd aanvankelijk door het Amerikaanse bedrijf Mountain Safety Research (MSR) op de markt gebracht als het Model 9 en later als de MSR XGK.  Na het verstrijken van patent op deze uitvoeringsvorm in 1992 hebben andere fabrikanten ook varianten van deze benzinebrander (de brandstoftank in een fles form gescheiden van de brander zelf) op de markt gebracht.   

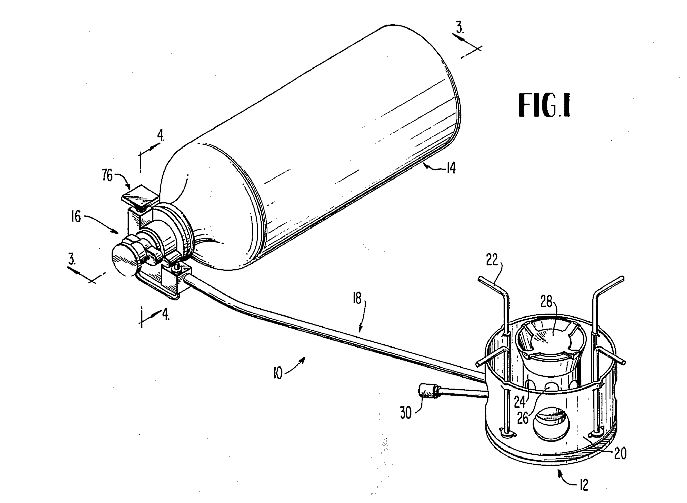
Schematische tekening van de Model 9 benzinebrander uit patent US3900281A.